# Sahara (film 2017)
Sahara è un film d'animazione del 2017 diretto da Pierre Coré. Distribuito in prima visione il 18 gennaio dello stesso anno a L'Alpe d'Huez Film Festival, è in seguito uscito nelle sale cinematografiche francesi il 1º febbraio e in quelle canadesi il 12 maggio.

## Trama
Ajar, un cobra azzurro, vive nel deserto insieme ad altri animali; da essi, egli è però deriso perché non ha ancora subìto la muta. A questo scopo, Ajar, dopo essersi ricoperto di muschio, decide di dirigersi all'Oasi, ai confini del deserto, insieme al suo amico Pitt, uno scorpione. Giunto lì, Ajar incontra un serpente verde di nome Eva, un'abitante dell'Oasi stessa che però, al contrario di Ajar, intende andarsene, e per questo si è anche lei ricoperta di muschio. I due serpenti vengono però inseguiti da degli uccelli a guardia dell'Oasi, e decidono di buttarsi da un burrone tuffandosi così nel fiume sottostante; l'acqua del fiume li priva dei loro travestimenti, e Ajar, che rischia di annegare, viene salvato da Eva, finendo così per innamorarsi di lei. Eva viene però rapita da Omar, un incantatore e spellatore di serpenti, e Ajar tenta quindi di salvarla, ma sia lui che Pitt vengono catturati da Chief Chief, uno degli uccelli segretari a guardia dell'Oasi; Ajar, però, si fa aiutare da Gary, fratello di Eva, il quale libera entrambi. Gary, Pitt e Ajar fuggono in groppa a uno degli uccelli segretari, ma, dopo un primo tempo tranquillo, Pitt punge accidentalmente l'uccello e i tre sono costretti a proseguire a piedi. Frattanto, Eva incontra altri serpenti prigionieri di Omar, tra cui le gemelle Lulu Belle e Lily Belle, un serpente verde di nome George, un serpente bianco di nome Pietra, con la quale Eva entrerà in discordia, e una ceraste cornuta rossa di nome Rita. Ben presto, Eva e Pietra sono costrette a fare una gara di danza, che Eva riesce a vincere.
Intanto, Gary, Ajar e Pitt cadono in una caverna dove incontrano dei vermi fluorescenti, il cui Re, pur dando loro delle indicazioni per trovare Eva, tenta invano di attirarli in una trappola per mangiarli. I tre scappano e saltano su una jeep dove però vengono scoperti e Pitt viene separato dagli altri, e raggiunge un campeggio di turisti dove fa amicizia con un gruppo di scorpioni suoi consimili. Ajar e Gary trovano invece un'altra oasi dove, durante una sosta, trovano un pozzo che usano per ripararsi dalla tempesta di sabbia che arriva. Arrivano poi in una città, dove, tramite delle pubblicità che ritraggono Omar, trovano il negozio di quest'ultimo e con esso anche Eva, imprigionata con gli altri serpenti. Tramite uno stratagemma, Ajar libera gli altri serpenti; in quel momento, però, compare Omar che cerca di prendere il suo flauto, ma Ajar prende lo strumento e scappa dalle sue grinfie per tutta la città, dove infuria la tempesta di sabbia. L'inseguimento culmina sulla cima di una moschea, dove Omar rompe il suo stesso flauto nel tentativo di prenderlo. Successivamente, proprio mentre sta per scivolare, afferra il serpente nel tentativo di non cadere, ma in quel momento avviene la muta del cobra e Omar, che tiene soltanto la vecchia pelle del cobra, cade nella tempesta di sabbia, seguito poi da Ajar. Quando quest'ultimo riprende i sensi, Eva lo bacia, capendo che ha attraversato il deserto per lei. Omar ricompare, ma cade subito dopo, punto da Pitt e da Emily, uno scorpione femmina tra quelli che Pitt aveva incontrato prima. Ajar, Eva, Emily, Pitt, Gary e Pietra, liberatasi anche lei come tutti gli altri da Omar, salgono su una macchina turistica, che li porta verso una destinazione ignota allo spettatore. Subito dopo, Souksoukville, il pesce sabbia dalla parlantina veloce, parla con un cammello (e con lo spettatore) e comunica che Ajar ed Eva probabilmente vivranno per sempre felici e contenti, e insegneranno ai serpenti verdi e ai cobra del deserto a vivere insieme come in armonia.

## Accoglienza
Il film è stato nominato nella categoria "Miglior Film d'Animazione" ai premi de Les Cesar Academy 2018. È stato il primo film animato francese arrivato al box office nel 2017, e ha incassato 1 110 644 euro.